# Trần Anh Khoa
Trần Anh Khoa (28 tháng 7 năm 1991 – 4 tháng 12 năm 2024) là một huấn luyện viên và cựu cầu thủ bóng đá Việt Nam. Anh thi đấu từ năm 2013 đến 2015 cho đội SHB Đà Nẵng tại V-League.

## Sự nghiệp câu lạc bộ
Sinh ra tại Đà Nẵng, Anh Khoa xuất phát từ lò đào tạo trẻ SHB Đà Nẵng. Anh được đôn lên đội một vào năm 2013, chơi ở V.League 1. Anh ra mắt với đội trong trận chung kết Siêu cúp bóng đá Việt Nam 2012, vào sân từ ghế dự bị và đội anh giành chức vô địch.

### Chấn thương và giải nghệ
Trong trận đấu giữa Sông Lam Nghệ An (SLNA) và SHB Đà Nẵng tại vòng 25 Giải bóng đá vô địch quốc gia Việt Nam V.League 1 tháng 9 năm 2015, Anh Khoa trong nỗ lực xâm nhập tiếp cận vòng cấm của SLNA ở phút 21 thì bị trung vệ Quế Ngọc Hải phi cả hai chân, đạp trúng đầu gối. Cầu thủ Anh Khoa sau đó không thể tiếp tục thi đấu, phải rời sân trên cáng. Chấn thương của Anh Khoa được chẩn đoán là rất nặng, phải sang Singapore phẫu thuật. Bác sĩ nhận định anh phải nghỉ thi đấu một năm và chỉ có 50% cơ hội trở lại sân cỏ. Ngọc Hải sau trận đấu đã nhận án phạt từ VFF: cấm thi đấu sáu tháng, buộc lo toàn bộ chi phí điều trị của Anh Khoa. Số tiền mà Ngọc Hải phải đền bù cho Anh Khoa là khoảng 800 triệu đồng.
Đến ngày 17 tháng 12 năm 2015, sau khi phía SHB Đà Nẵng đưa chi tiết các khoản chi phí gồm phẫu thuật, đi lại, thuốc men… của Anh Khoa thời gian qua tổng cộng là 834 triệu đồng, Quế Ngọc Hải và đại diện SLNA đã trao tận tay Anh Khoa bằng tiền mặt số tiền này. Trong số tiền trên, có 400 triệu đồng của bầu Đức ủng hộ Ngọc Hải, 70 triệu đồng từ tiền quyên góp của Hội CĐV SLNA và số còn là do nhà tài trợ SLNA hỗ trợ. Tuy nhiên sau đó, phía SLNA cho rằng gia đình Anh Khoa và SHB Đà Nẵng ngồi đếm tiền như hàng tôm cá, còn phía SHB Đà Nẵng cho biết là đã yêu cầu chuyển khoản mà phía SLNA không chịu, chỉ khăng khăng đưa tiền mặt.
Năm 2017, sau nhiều ca phẫu thuật, anh giải nghệ ở tuổi 26 vì chấn thương quá nặng từ pha vào bóng của người đồng nghiệp. Sau đó, anh làm trợ lý huấn luyện viên đội trẻ CLB Đà Nẵng.

## Đời tư và qua đời
Anh kết hôn với bạn gái lâu năm vào năm 2018. Anh đã chia tay vợ, có một con nhỏ.
Vào lúc hơn 2h sáng ngày 4 tháng 12 năm 2024, anh được phát hiện đã treo cổ tự vẫn ở cầu thang và qua đời tại nhà riêng ở Đà Nẵng.

## Danh hiệu
Với SHB Đà Nẵng:
- Siêu cúp bóng đá Việt Nam: Vô địch 2012
- V-League: Á quân 2013
- Cúp Quốc gia: Á quân 2013